# Turismo in Giappone

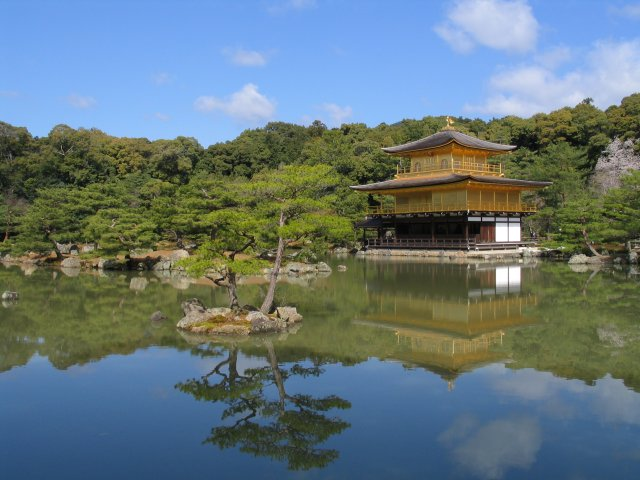
Tempio Kinkaku-ji, fa parte dei Monumenti storici dell'antica Kyōto (Patrimonio dell'umanità)

Il turismo in Giappone ha attratto nel 2018 più di 31 milioni di visitatori stranieri.
Il Giappone possiede 21 siti che sono patrimonio dell'umanità, tra cui il castello di Himeji e i monumenti storici di Kyoto, che ricevono annualmente più di 30 milioni di turisti. Sono molto visitate anche Tokyo e Nara, il Fuji, alcune stazioni sciistiche come Niseko a Hokkaidō e alcune località di mare come Okinawa. Per i trasporti è importante la rete ferroviaria Shinkansen, dotata di treni ad alta velocità, mentre per la ristorazione gli hotel più famosi sono i tradizionali ryokan.
Il Travel and Tourism Competitiveness Report del 2021 classifica il Giappone al 1º posto su 141 paesi. Il paese nipponico è particolarmente apprezzato per i suoi livelli di igiene e sanità, sicurezza, per le risorse culturali e paesaggistiche del territorio e per essere meta ideale per i viaggi di lavoro.

## Storia

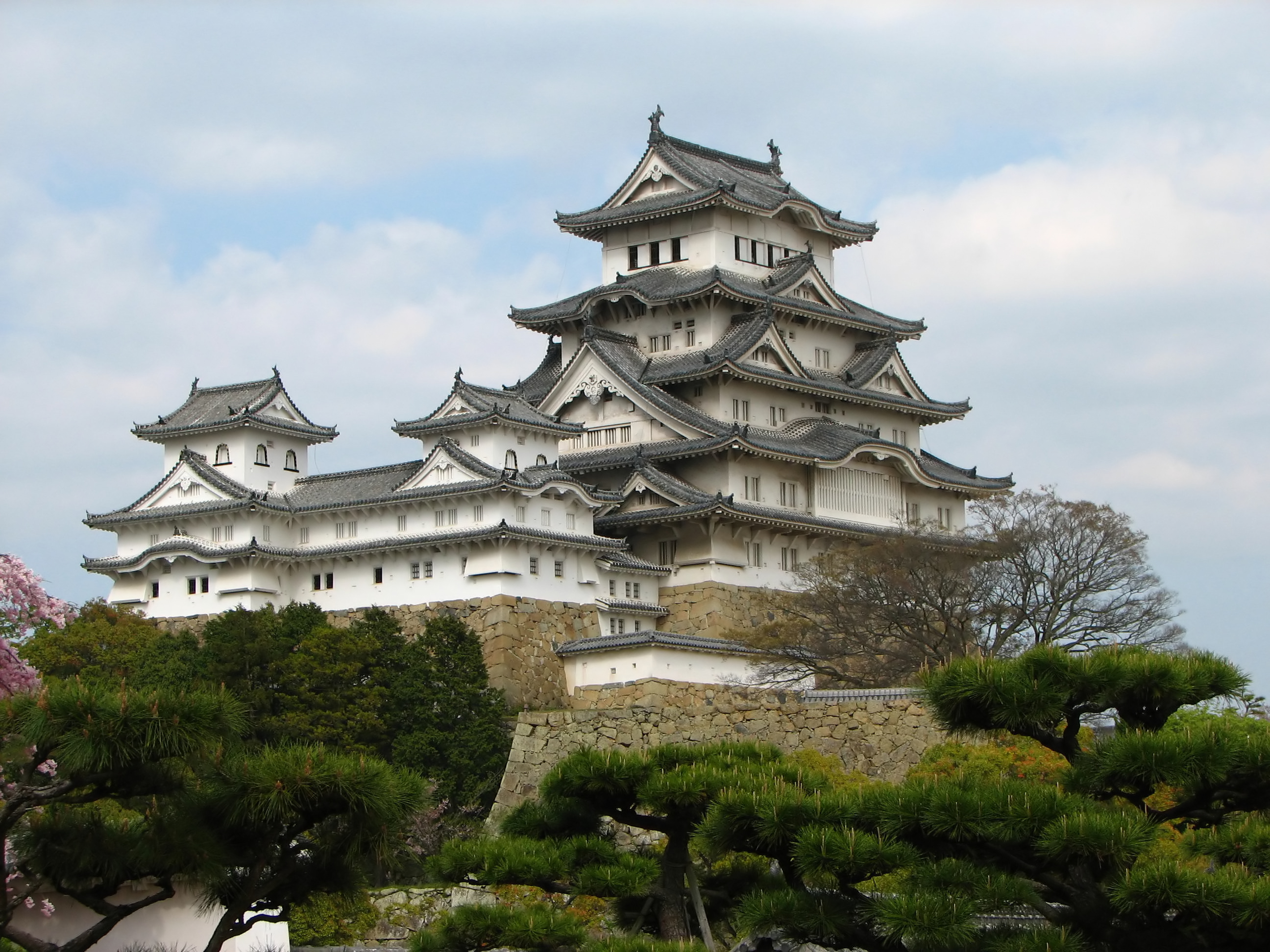
Castello di Himeji a Himeji (Patrimonio dell'umanità)

Le origini delle prime visite ai siti giapponesi non sono chiare, ma il primo viaggio accertato fu quello del 1643 di Hayashi Razan, seguito non molto dopo da Matsuo Bashō che nel 1689 arrivò fino all'"estremo nord" del Giappone. Durante l'era feudale del Giappone, da circa il 1600 fino alla Restaurazione Meiji del 1867, i viaggi erano regolati all'interno del Paese mediante l'uso di stazioni postali Shukuma e nelle città bisognava presentare un'apposita documentazione. Nonostante queste limitazioni, scuderie, luoghi per alloggio e cibo erano disponibili. Durante questo periodo, il Giappone era un Paese blindato agli stranieri, quindi la presenza di visitatori esteri era pressoché pari allo zero. Dopo la Restaurazione Meiji e la costruzione di una rete ferroviaria nazionale, il turismo ebbe nuove prospettive. Già del 1887, il governo riconobbe ufficialmente il bisogno di un sistema organizzato per attrarre turisti: il Kihinkai (貴賓会?), che mirava a coordinare varie parti del turismo, e che fu istituito quell'anno con la benedizione del Primo Ministro Itō Hirobumi. Un'altra pietra miliare dello sviluppo del turismo fu la Legge per lo Sviluppo degli Hotel del 1907, a seguito della quale cominciò la costruzione di alberghi pubblici.

## Flussi turistici

Il Fuji (Patrimonio dell'umanità)

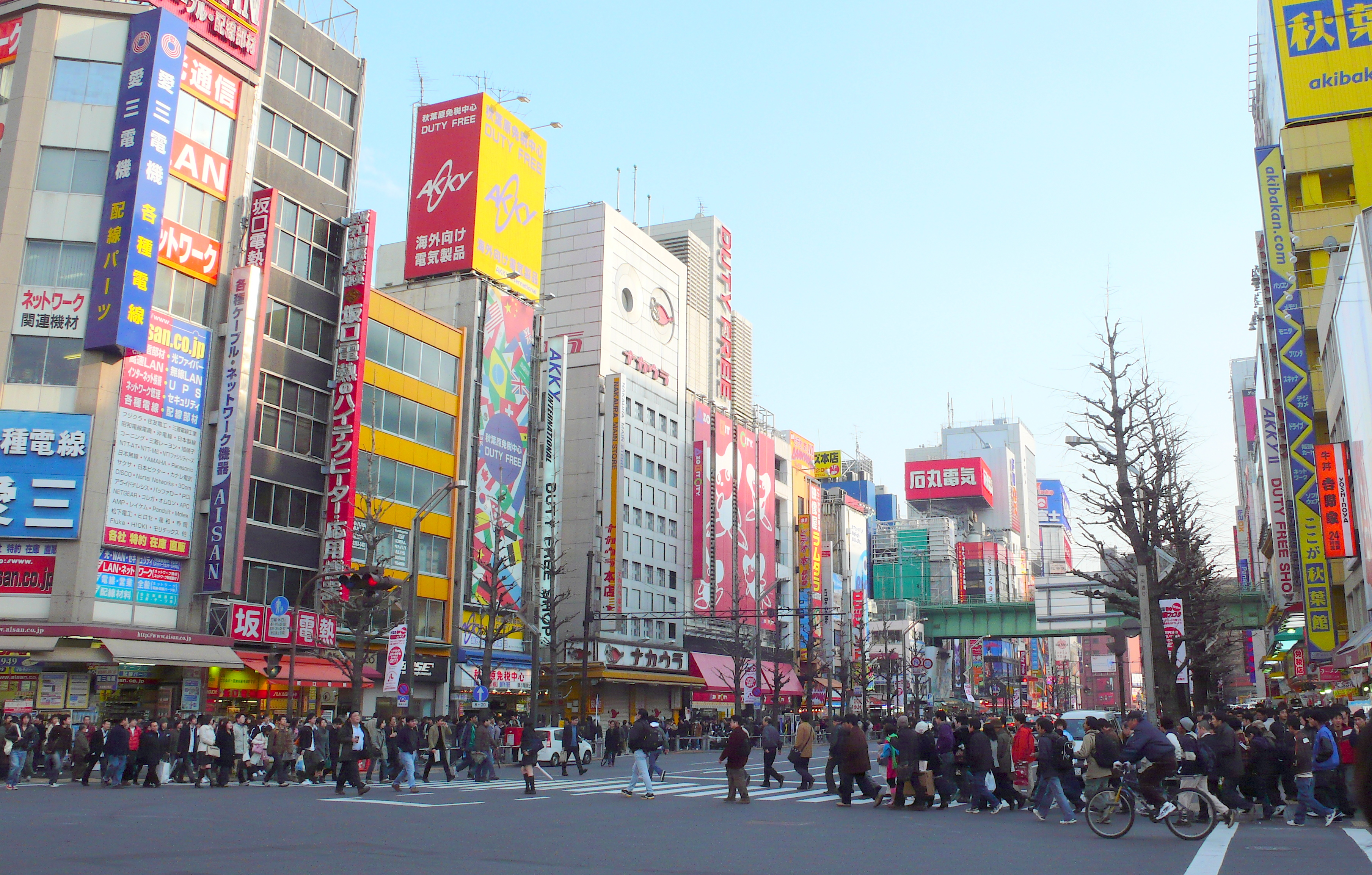
Akihabara (Tokyo), uno dei luoghi più visitati del Giappone

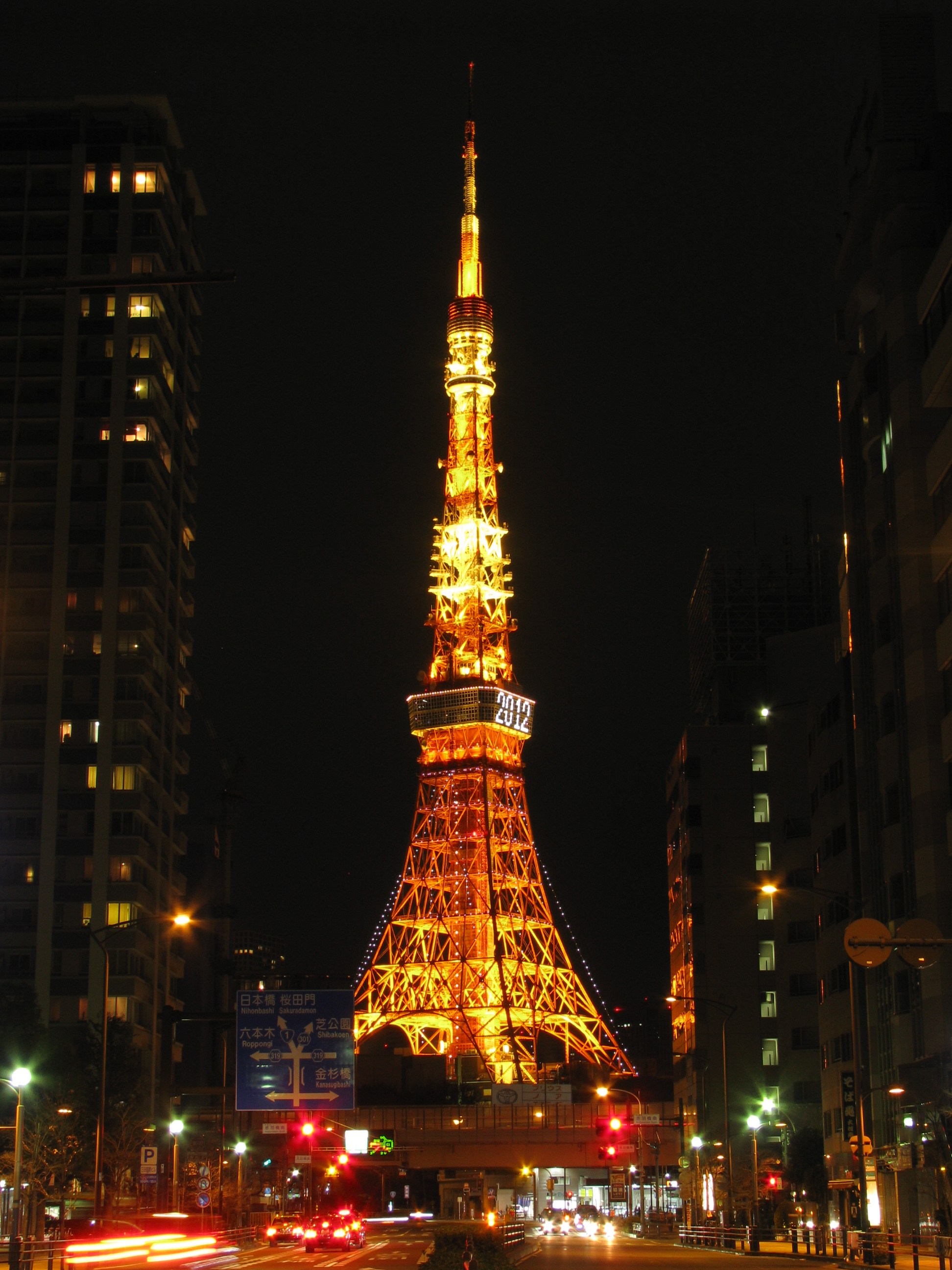
Tokyo Tower, uno dei simboli di Tokyo

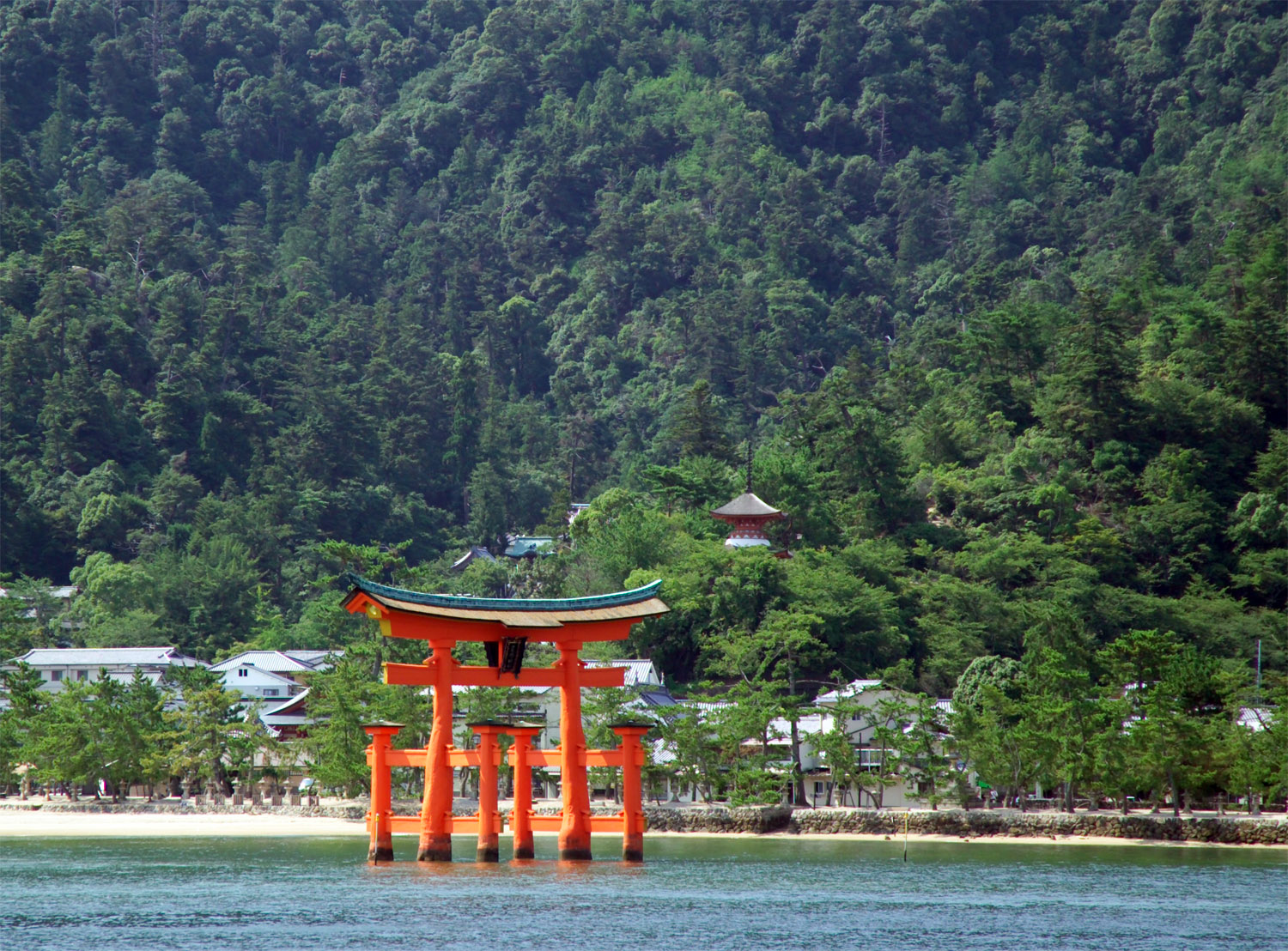
Torii del parco nazionale di Setonaikai

I turisti stranieri erano 4,8 milioni su 6,8 milioni di visitatori nel 2009 e 6 milioni su 8,4 nel 2008.
Il Giappone ha attratto 4,1 milioni di turisti nel 2011 su 6,2 milioni di visitatori stranieri, contro i 6,4 milioni su 8,6 milioni di visitatori nel 2010, col numero di questi ultimi poco superiore al numero di persone che hanno visitato Singapore e Irlanda nello stesso anno. La causa di questo calo è dovuta principalmente al terremoto e maremoto del Tōhoku che ha colpito il Giappone nel 2011. Dopo l'11 marzo, infatti, gli arrivi turistici internazionali nel mese di marzo sono diminuiti del 50,3%, con una diminuzione che va dal -35% al -65% come due estremi considerando gli arrivi dai singoli Paesi, mentre i viaggi di piacere in entrata nel periodo marzo-aprile sono calati di circa il 90% sia in marzo sia in aprile. Le zone che più hanno risentito dalla catastrofe sono la zona di Sendai, colpita dallo tsunami, e Tokyo, che pur non essendo stata toccata direttamente ha registrato un calo nella domanda di prenotazioni nel mese di marzo con una diminuzione del 34% rispetto allo scorso anno. Per contrastare questo andamento negativo il governo del Giappone ha deciso di regalare 10 000 biglietti aerei ai turisti stranieri nel tentativo di risollevare il turismo della nazione. Nonostante ciò, il Giappone è risultato la terza meta turistica per quanto concerne le destinazioni più popolari secondo un sondaggio del 2011, dopo Stati Uniti e Gran Bretagna. L'anno seguente vi è stata una ripresa, con 8 367 872 turisti che hanno visitato il Giappone nel 2012. Nel 2013, per la prima volta, il Paese nipponico ha attratto più di 10 milioni di visitatori stranieri, il 10% dei quali provenivano dal Sud-est asiatico.
Di seguito viene mostrata una tabella che tiene conto del numero e della provenienza dei turisti stranieri in Giappone negli ultimi anni:
| Rank   | Paese         | 2018       | %+/- 2017/2018 | 2017       | %+/- 2016/2017 | 2016       | %+/- 2015/2016 |
| ------ | ------------- | ---------- | -------------- | ---------- | -------------- | ---------- | -------------- |
| 1      | Cina          | 8,380,034  | 13.9%          | 7,355,800  | 15.4%          | 6,373,000  | 27.6%          |
| 2      | Corea del Sud | 7,538,952  | 5.5%           | 7,140,200  | 40.3%          | 5,090,300  | 27.2%          |
| 3      | Thailandia    | 4,757,258  | 4.2%           | 4,564,100  | 9.5%           | 4,167,400  | 13.3%          |
| 4      | Hong Kong     | 2,207,804  | -1.1%          | 2,231,500  | 21.3%          | 1,839,200  | 20.7%          |
| 5      | Stati Uniti   | 1,526,407  | 11.0%          | 1,375,000  | 10.6%          | 1,242,700  | 20.3%          |
| 6      | Thailandia    | 1,132,160  | 14.7%          | 987,100    | 9.5%           | 901,400    | 13.1%          |
| 7      | Australia     | 552,440    | 11.3%          | 496,100    | 11.2%          | 445,200    | 18.4%          |
| 8      | Filippine     | 503,976    | 18.6%          | 424,200    | 21.9%          | 347,800    | 29.6%          |
| 9      | Malaysia      | 468,360    | 6.6%           | 439,500    | 11.5%          | 394,200    | 29.1%          |
| 10     | Singapore     | 437,280    | 8.1%           | 404,100    | 11.7%          | 361,800    | 17.2%          |
| 11     | Indonesia     | 396,852    | 12.7%          | 352,200    | 30.0%          | 271,014    | 32.1%          |
| 12     | Vietnam       | 389,004    | 26.2%          | 308,900    | 32.1%          | 233,763    | 26.1%          |
| Totale | Totale        | 31,191,856 | 8.7%           | 28,690,900 | 19.3%          | 24,039,053 | 21.8%          |

Secondo l'Organizzazione del Turismo giapponese, i turisti cinesi hanno speso nel 2010 ciascuno almeno 115 000 ¥ durante il loro soggiorno in Giappone, contro i 70000 ¥ per i taiwanesi ed i 25 000 ¥ per gli statunitensi.
Tutti i visitatori stranieri devono farsi fotografare e dare le loro impronte digitali allo sbarco in Giappone da dopo il 20 novembre 2007.
Fino al luglio 2010, l'assegnazione dei visti individuali ai turisti cinesi era limitata a quelli che avessero un reddito annuo di almeno 250 000 ¥ (circa 30 000 € nel 2010), al fine di limitare l'immigrazione clandestina. Queste misure sono state rese meno severe nel luglio 2010: con le nuove modifiche il reddito annuale necessario era di 60 000 ¥ (circa 7 000 € nel 2010), oppure ottenendo il visto attraverso l'acquisizione di una carta di credito "gold". Per i cinesi che non dispongano di tal reddito, l'unico mezzo per arrivare in Giappone da turista è attraverso viaggi in gruppo organizzati per mezzo di agenzie di viaggio.

## Il turismo oggi
Il turismo interno rimane una parte vitale dell'economia e della cultura giapponesi. Gli studenti in molte scuole medie si recano principalmente a Tokyo Disneyland oppure alla Tokyo Tower. Gli studenti delle scuole superiori visitano Okinawa e Hokkaidō. L'esteso sistema ferroviario è uno dei maggiori responsabili del fiorente turismo interno.
Nel turismo in entrata, il Giappone è stato classificato ventottesimo nella classifica mondiale del turismo nel 2007.
Nel 2009, il quotidiano Yomiuri Shinbun ha pubblicato una moderna lista di luoghi da visitare chiamata Heisei Hyakkei ("Le cento viste del periodo Heisei").
La Corea del Sud è la più importante fonte di turisti stranieri per il Giappone. Nel 2010, i 2,4 milioni di sud-coreani costituivano il 27% dei turisti che visitavano il Giappone.
I viaggiatori cinesi sono quelli che spendono di più in Giappone per nazionalità: si è stimato che abbiano speso 196,4 ¥ nel 2011, ovvero quasi un quarto della spesa totale dei turisti stranieri, secondo i dati dell'Organizzazione del turismo in Giappone.

## Principali punti d'interesse

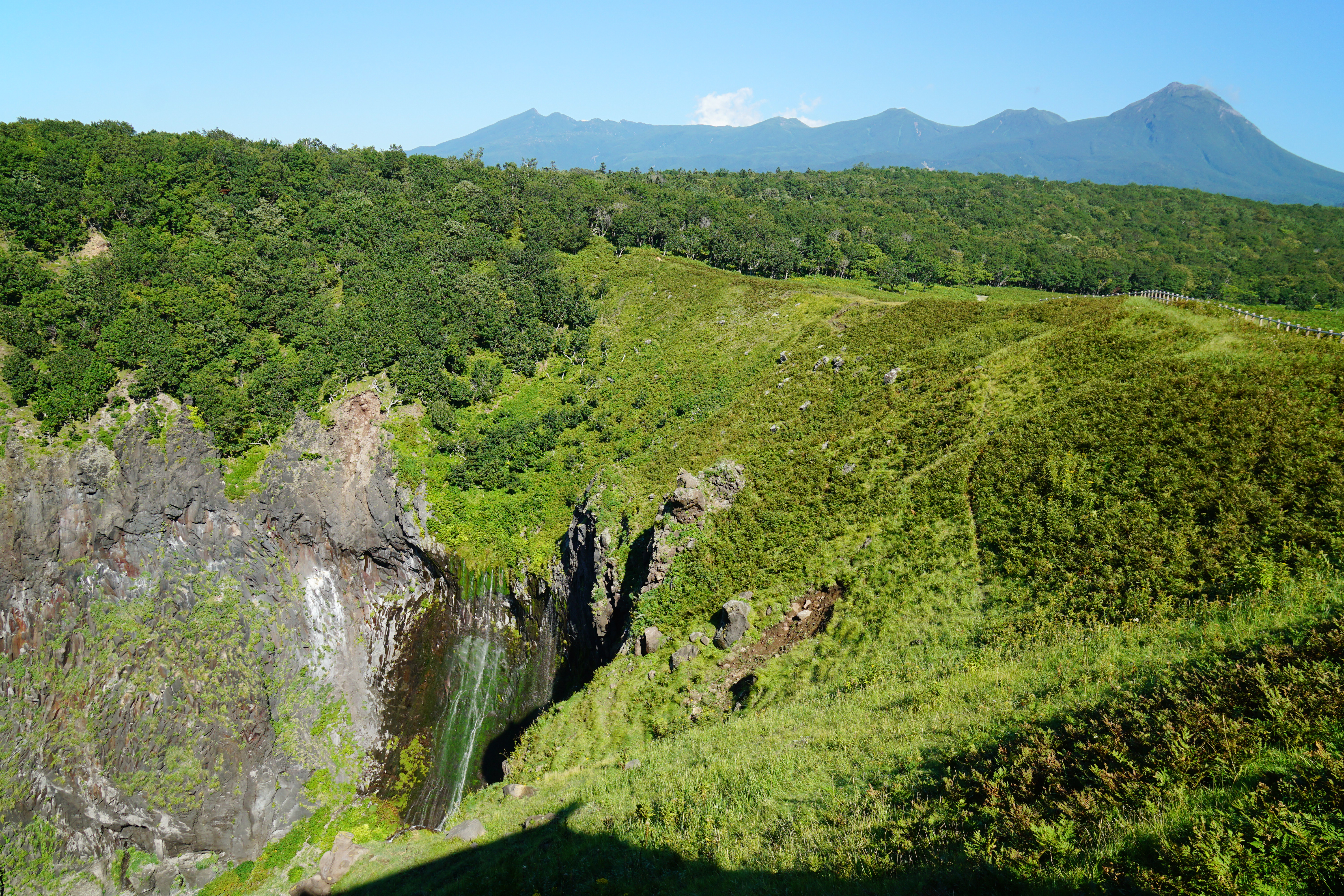
Shiretoko (Patrimonio dell'umanità)

Shinjuku a Tōkyō, e Monte Fuji

Shirakawa-gō (Patrimonio dell'umanità)

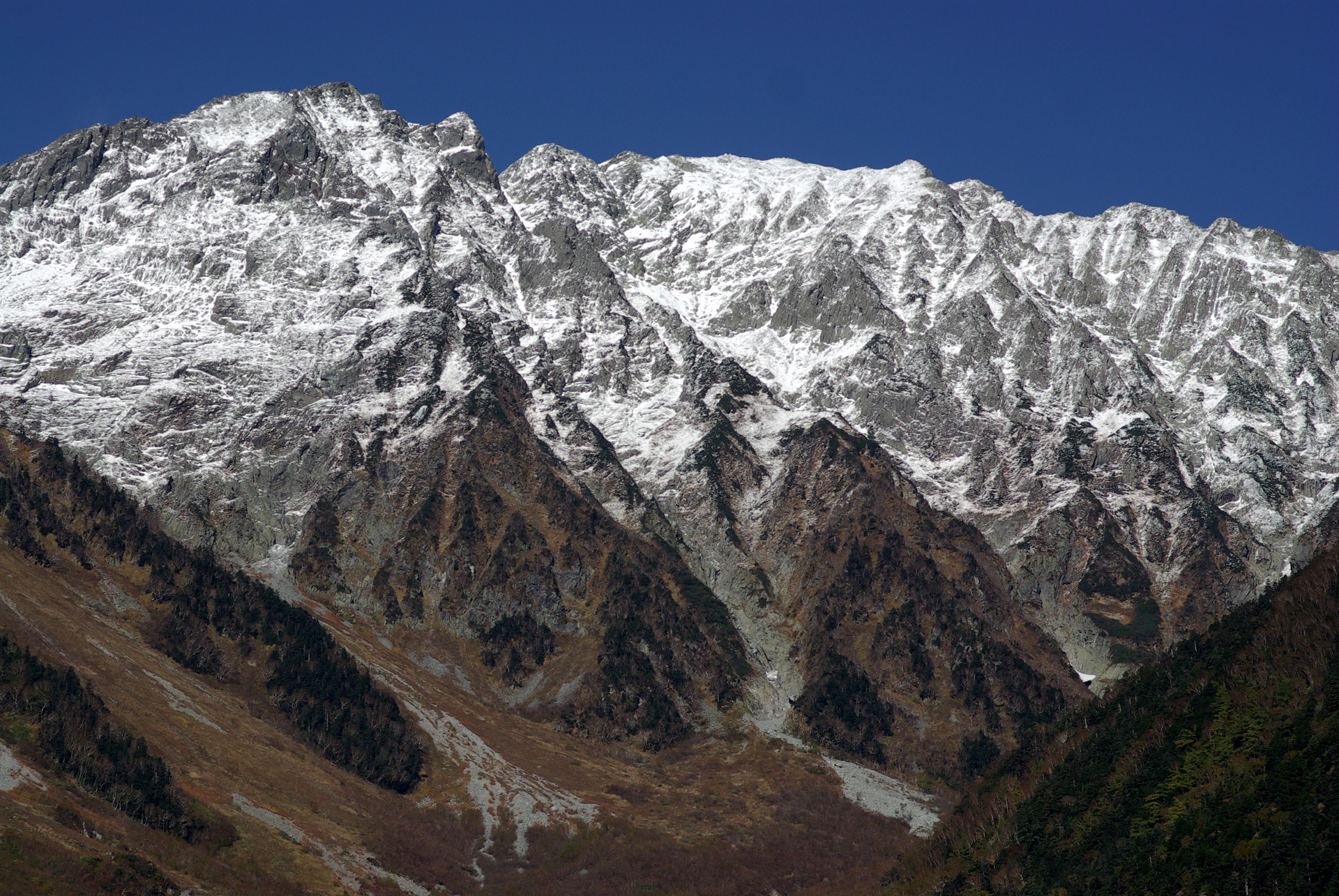
Le Alpi giapponesi viste da Kamikōchi

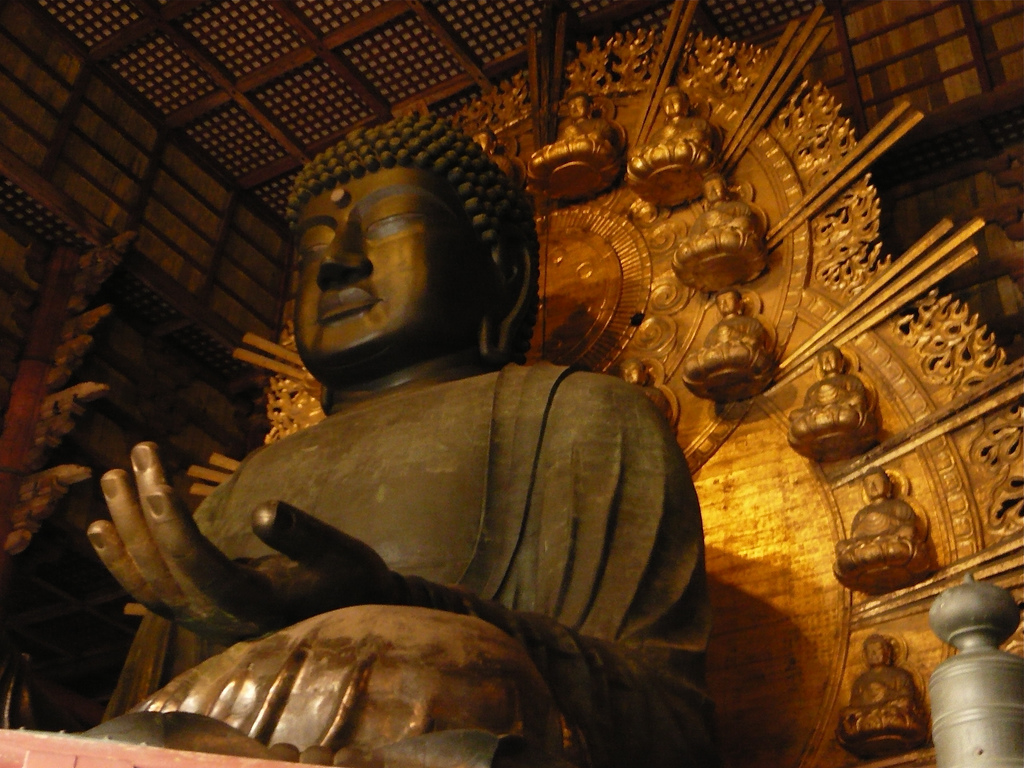
Tōdai-ji Daibutsu a Nara (Patrimonio dell'umanità)

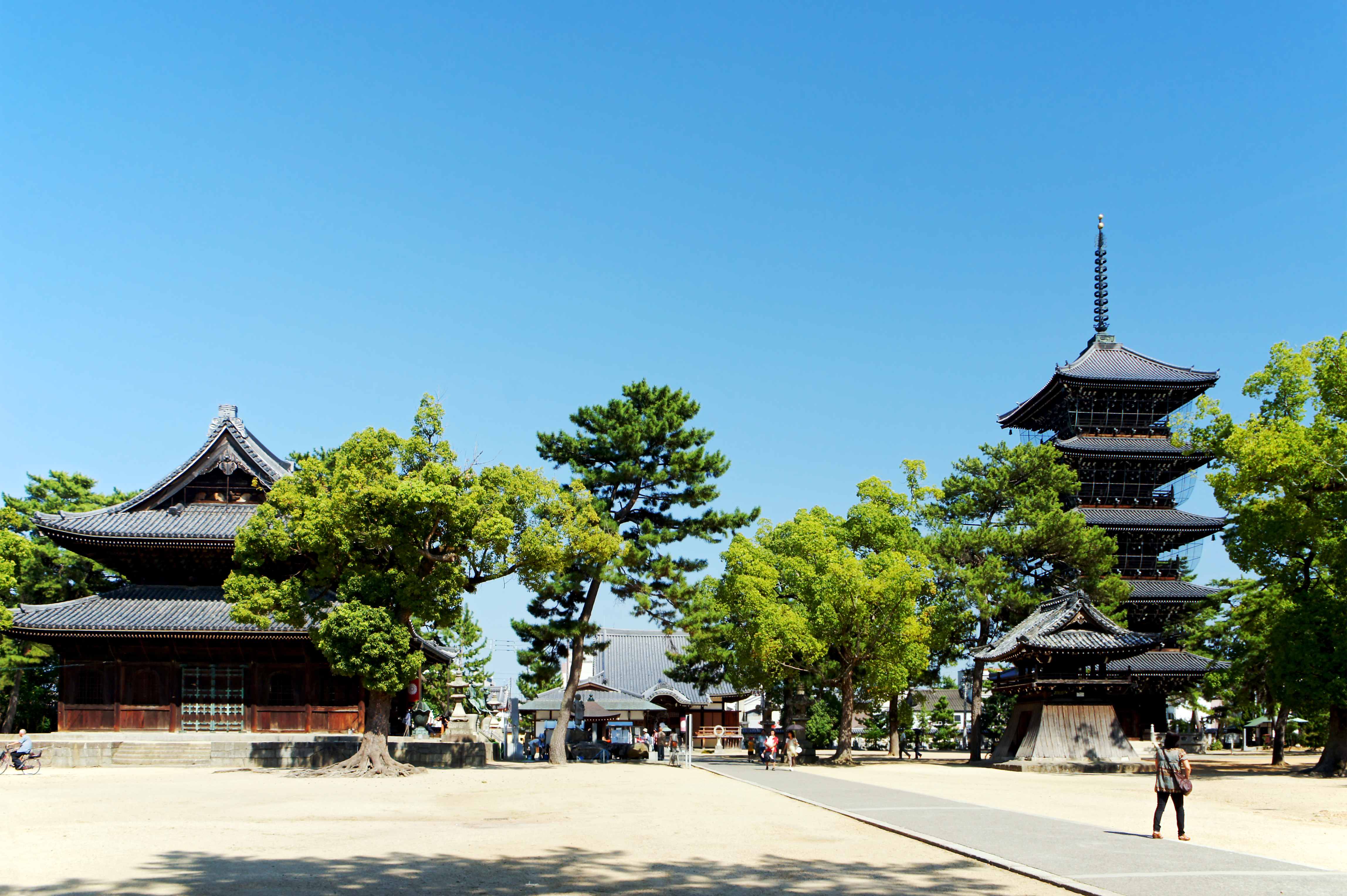
Pellegrinaggio di Shikoku (Zentsū-ji)

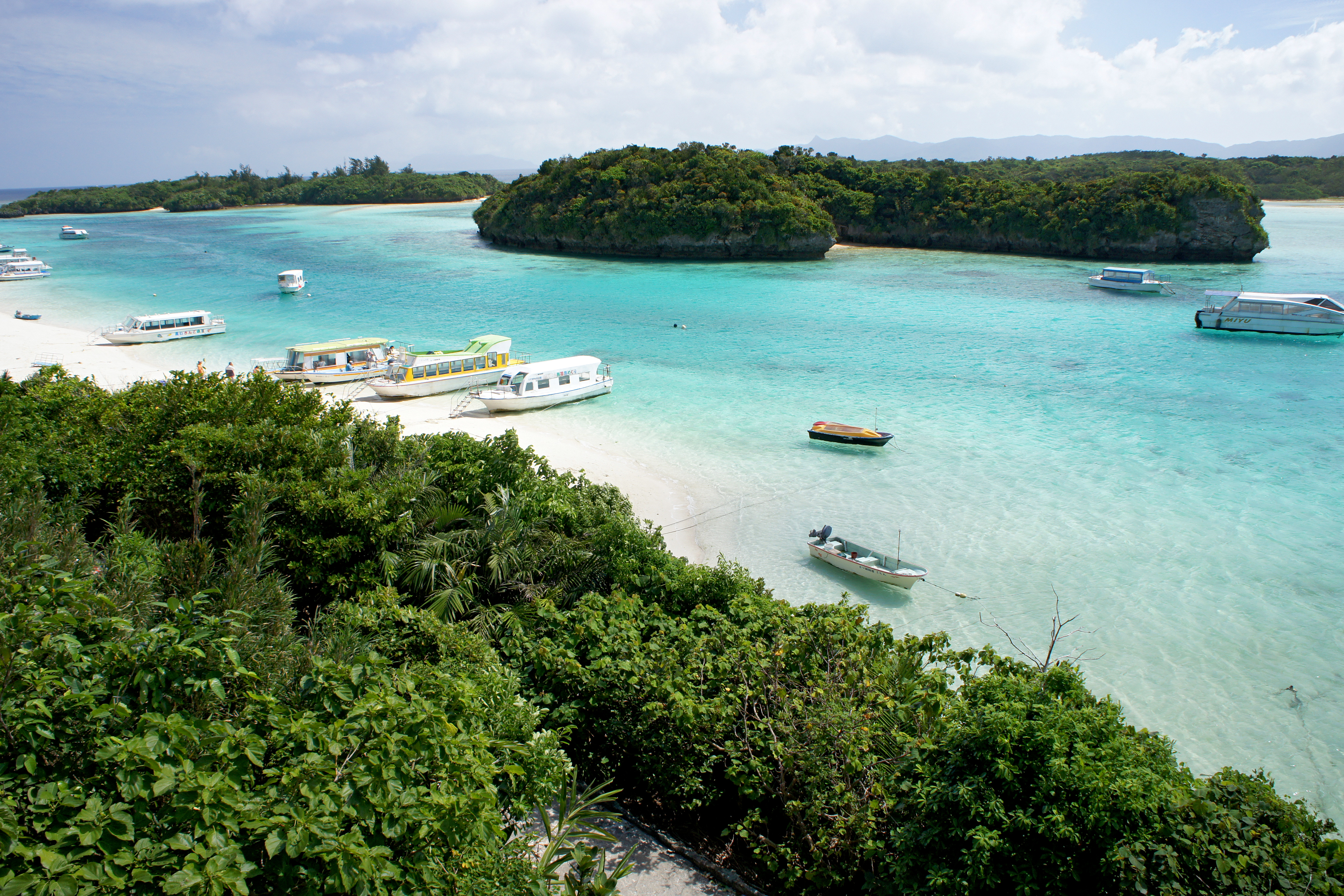
Ishigaki-jima, Prefettura di Okinawa

### Hokkaidō
- Stazione sciistica di Niseko
- Shiretoko (Patrimonio dell'umanità), Parco nazionale di Daisetsuzan
- Teshikaga - Lago Mashū, Lago Kussharo
- Otaru
- Hakodate

### Tōhoku
- Hirosaki
- Hiraizumi
- Shirakami-Sanchi (Patrimonio dell'umanità)
- Lago Towada
- Matsushima (Miyagi)
- Senboku
- Yamagata

### Kantō
- Nikkō - Santuari e templi di Nikkō (Patrimonio dell'umanità)
- Tōkyō - il Palazzo Imperiale Kōkyo, Tokyo Disney Resort, Asakusa, Akihabara, Ginza, Shinjuku
- Kamakura - Santuario Tsurugaoka Hachiman, Kōtoku-in
- Kusatsu Onsen
- Hakone Onsen

### Chūbu
- Fuji e regione dei cinque laghi
- Alpi giapponesi
- Kanazawa - Castello di Kanazawa
- Shiga Kogen
- Matsumoto - Kamikōchi, Castello di Matsumoto
- Nagoya - Stazione di Nagoya
- Sakai
- Takayama
- Villaggi storici di Shirakawa-gō e Gokayama (Patrimonio dell'umanità)

### Kansai
- Ikaruga - Hōryū-ji (Patrimonio dell'umanità)
- Himeji - Castello di Himeji (Patrimonio dell'umanità)
- Kyōto - Kinkaku-ji, Ginkaku-ji, Kiyomizu-dera, Ryōan-ji, Sanjūsangen-dō, ecc., esse fanno parte dei Monumenti storici dell'antica Kyoto (città di Kyoto, Uji ed Ōtsu) (Patrimonio dell'umanità)
- Uji - Byōdō-in (Patrimonio dell'umanità)
- Nara - Tōdai-ji, Tōshōdai-ji, Kōfuku-ji, Yakushi-ji, Kasuga-taisha
- Mont Kōya - Kongōbu-ji (Patrimonio dell'umanità)
- Monte Yoshino - Kinpusen-ji, ecc. (Patrimonio dell'umanità)
- Ōtsu (Patrimonio dell'umanità),
- Nachikatsuura - Cascata di Nachi, Kumanonachi-taisha, ecc. esse fanno parte del Kumano Kodō (Patrimonio dell'umanità), Nanki-katsuura Onsen
- Ōsaka - Umeda, Castello di Ōsaka, Universal Studios Japan, Dōtonbori, Namba
- Kōbe - Porta di Kobé, Ponte di Akashi Kaikyō, Monte Rokkō
- Toyooka - Parco nazionale di San'inkaigan, Kinosaki Onsen
- Nanki-shirahama Onsen

### Chūgoku
- Prefettura di Hiroshima - Memoriale della pace di Hiroshima (Patrimonio dell'umanità), Miyajima (Patrimonio dell'umanità), Tomonoura
- Prefettura di Shimane - Città-fortezza di Matsue, Museo d'arte Adachi, Santuario di Izumo, Iwami Ginzan (Patrimonio dell'umanità)
- Prefettura di Tottori - Dune di Tottori
- Prefettura di Okayama - Kurashiki, Castello di Okayama

### Shikoku
- Pellegrinaggio di Shikoku
- Prefettura di Ehime - Dōgo Onsen
- Prefettura di Kagawa - Kotohira-gū, Naoshima
- Prefettura di Kōchi - Castello di Kōchi
- Prefettura di Tokushima - Vortice di Naruto

### Kyūshū e Okinawa
- Sakurajima
- Prefettura di Ōita - Beppu, Usa jingū ad Usa
- Prefettura di Nagasaki - Chiesa di Ōura
- Yakushima (Patrimonio dell'umanità)
- Prefettura di Okinawa - Gusuku (Patrimonio dell'umanità), Isola di Miyakojima, Iriomote